# Février azuré
Février azuré ou Hiver bleu (en russe : Февральская лазурь) est un tableau de paysage du peintre russe Igor Grabar (1871-1960), réalisé en 1904. Il est conservé à la Galerie Tretiakov, à Moscou, sous n° d'inventaire 3729 . Les dimensions du tableau sont de 142,6 × 84,8 cm,,. Grabar a travaillé sur son tableau dans le domaine de Dougino près de Moscou. Son paysage est mentionné par lui sous le nom de Hiver bleu, Février azuré et Fin février. Pour le travail sur la toile, qui s'est poursuivi durant plus de deux semaines et s'est terminé « entièrement dans la nature », une tranchée d'environ un mètre de profondeur a été creusée dans la neige, dans laquelle l'artiste s'est installé avec son chevalet sur lequel il a accroché sa toile .
Le tableau a été présenté au public lors de la 2e exposition de l'Union des peintres russes,, qui s'est ouverte le 31 décembre 1904 à Saint-Pétersbourg,, puis a déménagé à Moscou en février 1905. En 1905, la toile Février azuré a été achetée à l'auteur par la Galerie Tretiakov, après décision unanime du conseil d'administration du musée,.
La critique d'art Olga Podobiedova (ru) observe qu'avec Février azuré Grabar a « réussi à créer une image poétique de la nature et en même temps à résoudre les problèmes les plus complexes relatifs à la couleur du tableau», atteignant l'apogée de la poésie. Selon le critique d'art Alekseï Fiodorov-Davydov, la technique pointilliste, utilisée par l'artiste  pour ce tableau Février azuré, n'est pas seulement une nouvelle technique de la peinture russe, mais « une autre interprétation picturale de l'image, exprimant une nouvelle perception du paysage ». L'historienne d'art Natalia Mamontova (ru) écrit que cette toile est l'un des « sommets de la vie artistique du peintre Grabar », qui a grandement influencé son développement ultérieur.

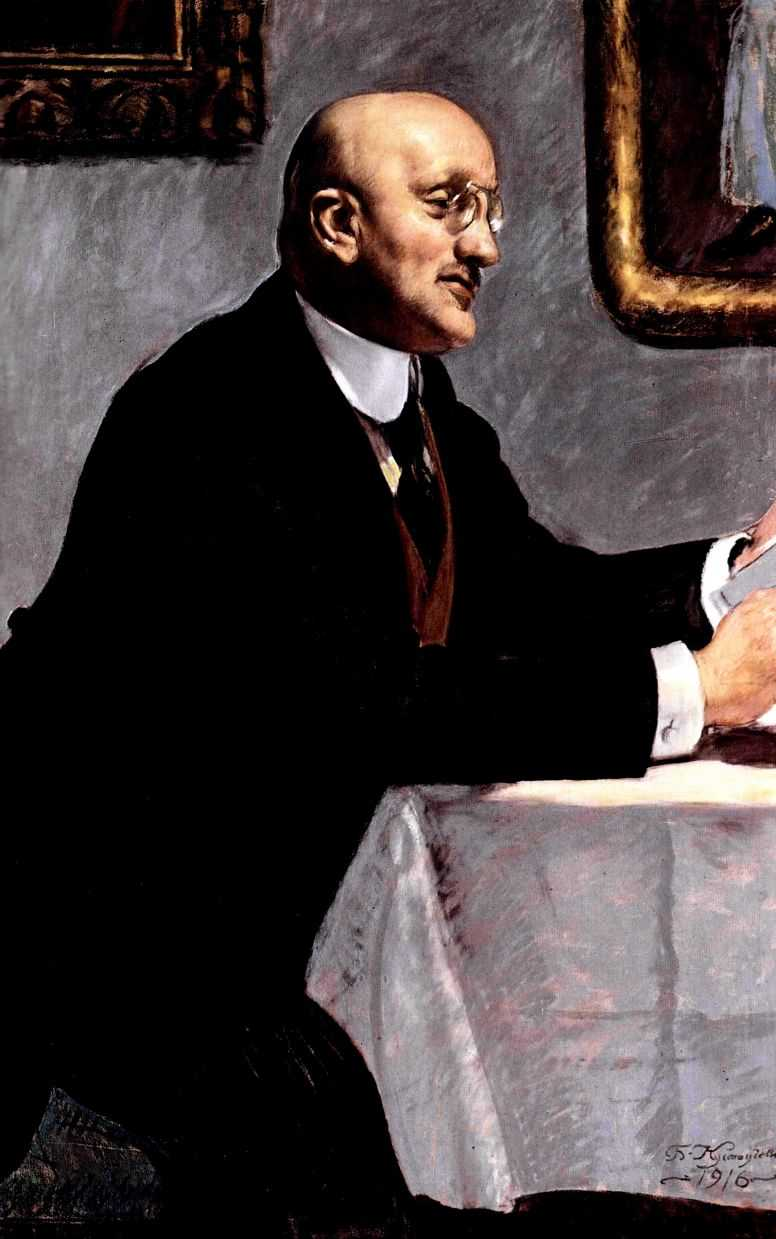
Igor Grabar par Boris Kustodiev.

## Histoire

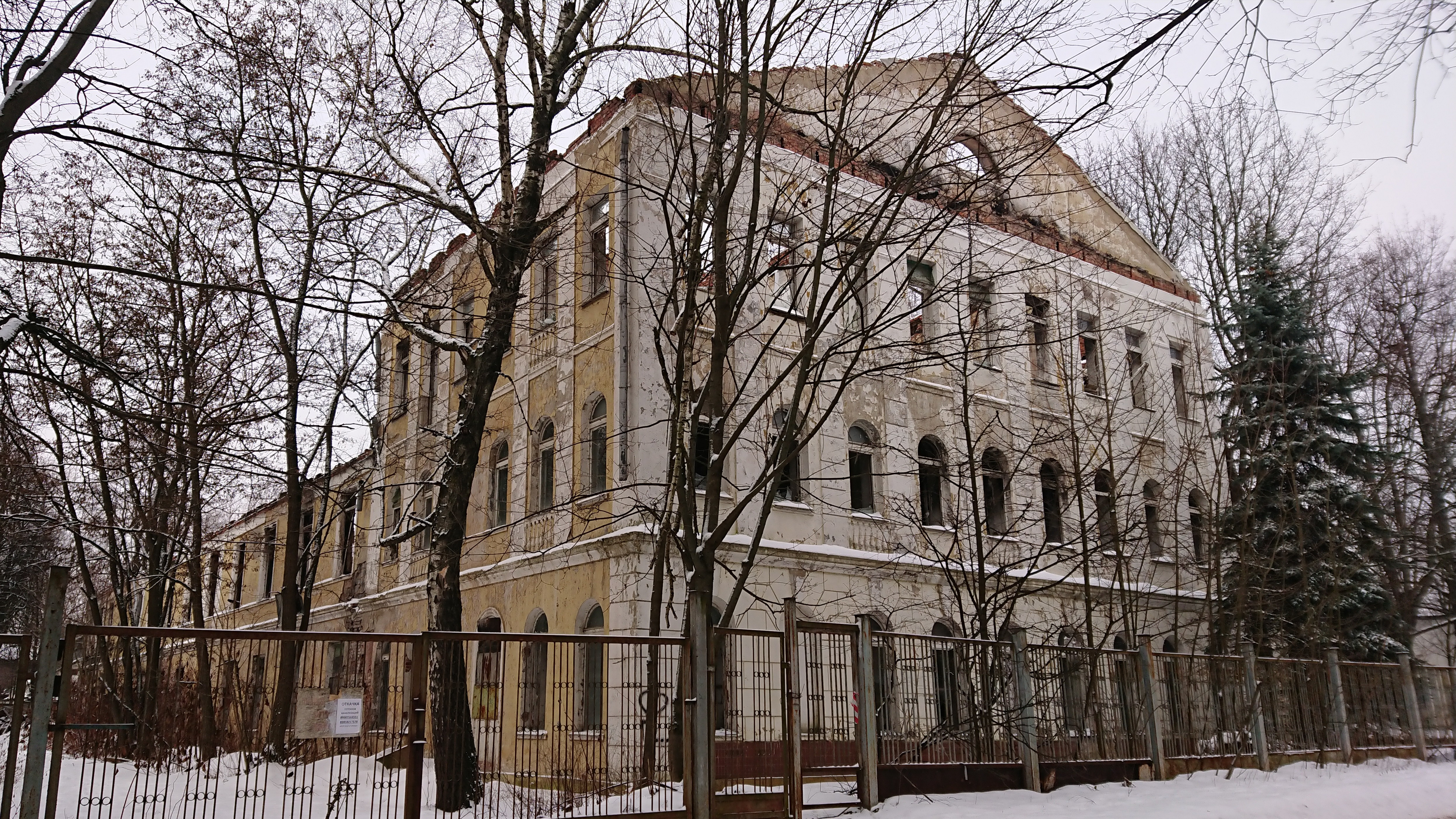
Domaine Dougino.

Dans les années 1900, Igor Grabar séjournait souvent au domaine de Dougino, qui appartenait aux frères Nikolaï Mechtcherine, Nikolaï et Mikhaïl, les fils du fondateur des manufactures Danilovska (ru)
Vassili Mechtcherine (1833-1880),. Ce domaine de Dougino était situé dans l'ouïezd de Podolsk dans le Gouvernement de Moscou (1708-1929) (aujourd'hui sur le territoire du village de Mechtcherino (ru)) près de la rivière Pakhra. Nikolaï Mechtcherine était occupé par des affaires liées au domaine mais il aimait aussi la peinture et participait à des expositions de l'Union des peintres russes, de Mir iskousstva et d'autres sociétés artistiques. Grâce à lui, au tournant du XIXe et du XXe siècle, le domaine de Dougino est devenu un véritable refuge pour les artistes et, outre I. Grabar, y étaient invités : Isaac Levitan, Victor Borissov-Moussatov, Apollinaire Vasnetsov, Sergueï Malioutine, Ilya Ostroukhov, Vassili Perepliotchikov, Valentin Serov, Alexeï Stepanov, Emmanuel Aladjalov et encore d'autres peintres.

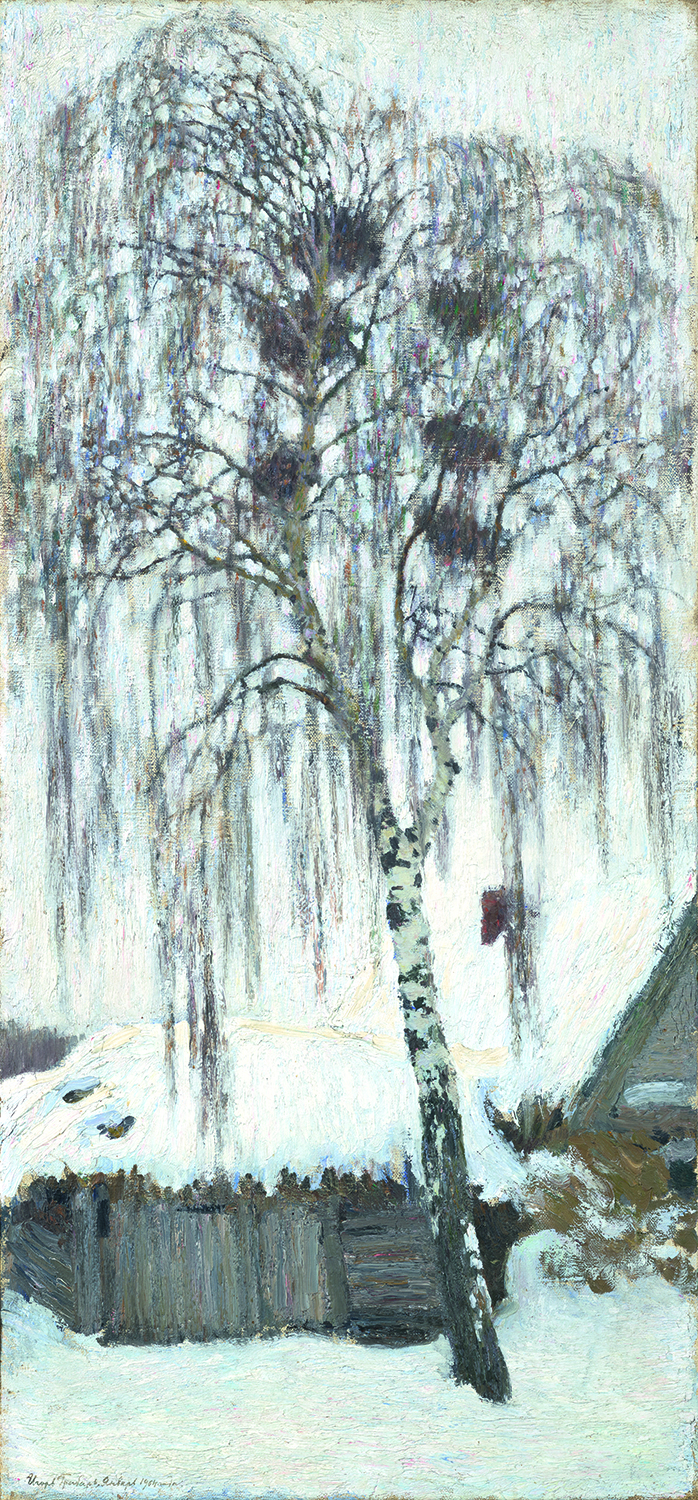
Igor Grabar. Hiver blanc, nids de freux (1904, Galerie Tretiakov).

Grabar aimait rendre visite aux Mechtcherine. Il a écrit à ce sujet: «il est agréable de vivre ici, sachant que vous n'êtes à la charge de personne, mais que votre séjour vous apporte des satisfactions »,. Lorsque Grabar a visité la première fois le domaine de Dougino, suivant les instructions de Nikolaï Mechtcherine on lui a présenté les services d'un cocher, pour qu'il puisse aller sur les lieux de ses prochaines études. Le peintre se souvient : « Je me souviens que le premier jour je suis allé avec lui pour me familiariser avec les environs de Dougino, et ce qui me plaisait c'était en particulier l'abondance de bouleaux. Cet arbre étrange, le seul à être blanc parmi tous les autres et que l'on rencontre moins souvent à l'Ouest qu'en Russie où il est typique et me fascine particulièrement »,. Le bouleau est représenté sur l'une des premières toiles réalisées par Grabar dans les environs du domaine des Mechtcherine, celle intitulée « Hiver blanc. Nids de freux » (1904, Galerie Tretiakov),.
Au début de l'année 1904, Grabar vit à Dougino. Selon le peintre, le mois de février est ensoleillé et il lui semble que la nature « célèbre une fête sans précédent, la fête du ciel azuré, des perles des bouleaux, des branches de corail et des reflets de saphir sur la neige couleur lilas »,,. Un matin, alors que Grabar est sorti se promener près de la propriété, son attention est attirée par l'un des arbres. Dans ses mémoires, il décrit ainsi cet épisode: « Je me tenais près d'un merveilleux bouleau doté d'une rare structure rythmique de branches. En le regardant j'ai laissé tomber mon bâton et je me suis penché pour le ramasser. J'ai regardé le sommet du bouleau avec sa couverture de neige et j'ai été submergé par le spectacle qui s'est présenté à moi d'une incroyable beauté : comme un récital de carillons de toutes les couleurs de l'arc-en-ciel, réunies par le bleu azur du ciel »,. Il pensa alors : « Si je parvenais à transcrire ne fusse qu'un dixième de cette beauté, ce serait déjà merveilleux ».
Le jour même, après avoir installé une petite toile sur son chevalet, Grabar a réalisé une esquisse d'après nature
étude préparatoire pour son prochain tableau. Puis il a choisi une toile plus grande, et dans les trois jours qui ont suivi il a travaillé à d'autres études à peu près au même endroit. Les deux études ont été conservées : la première intitulée Hiver (toile, huile, 75 × 54,5 cm, (à l'inventaire sous n°Ж-2219) se trouvant au Musée russe à Saint-Pétersbourg , la seconde sous le nom de Février azuré (toile, huile, 90 × 72), est exposée au  Musée national des Beaux-Arts de Biélorussie à Minsk,.
Ensuite Grabar creuse dans la neige une tranchée d'une profondeur d'un mètre dans laquelle il a placé son chevalet  garni d'une grande toile. Le peintre souhaitait avoir l'impression d'un horizon plus bas et d'un zénith possédant toutes les gradations de bleus, du vert clair en bas au bleu outremer au-dessus. La face avant de la toile était tournée vers le ciel de telle façon que la neige ne tombe pas sur elle en se réchauffant. Grabar utilisait aussi un parapluie peint en bleu. Son travail sur la peinture a duré deux semaines et a été terminé entièrement à l'extérieur. Il a eu de la chance avec le temps : pendant toute cette période, les journées étaient ensoleillées et les nuits glaciales, de sorte que la neige ne fondait pas.
De manière générale, Grabar était satisfait du résultat de son travail. Dans ses mémoires il écrit : « J'ai senti qu'il m'était possible de réaliser la toile la plus importante de celles que j'avais écrites jusqu'alors, la plus personnelle, la moins empruntée, nouvelle dans sa conception et sa réalisation »,. Les premiers noms qui lui sont donnés sont Hiver bleu, Février azuré et Fin février. C'est sous le nom Hiver bleu que la toile a été présentée au public lors de la deuxième exposition de l'Union des peintres russes,, ouverte le 31 décembre 1904 à Saint-Pétersbourg,, et qui a déménagé à Moscou en février 1905. Le nom Février azuré apparaît à partir de 1905: dans une lettre du 22 mai 1905 écrite à son frère, le juriste Emmanuel Grabar (ru): « le Conseil de la Galerie Tretiakov a décidé à l'unanimité de m'acheter Février azuré comme j'ai décidé d'appeler ma toile plutôt que Hiver bleu. Ce dernier nom n'était pas aussi précis que Février azuré beaucoup plus précis ».
Le tableau a été présenté au public lors de l'exposition anniversaire des 150 ans de la naissance de l'artiste Grabar, du 18 novembre 1922 au 4 mars 2023 à la Galerie Tretiakov (au Corpus des ingénieurs),.

## Description

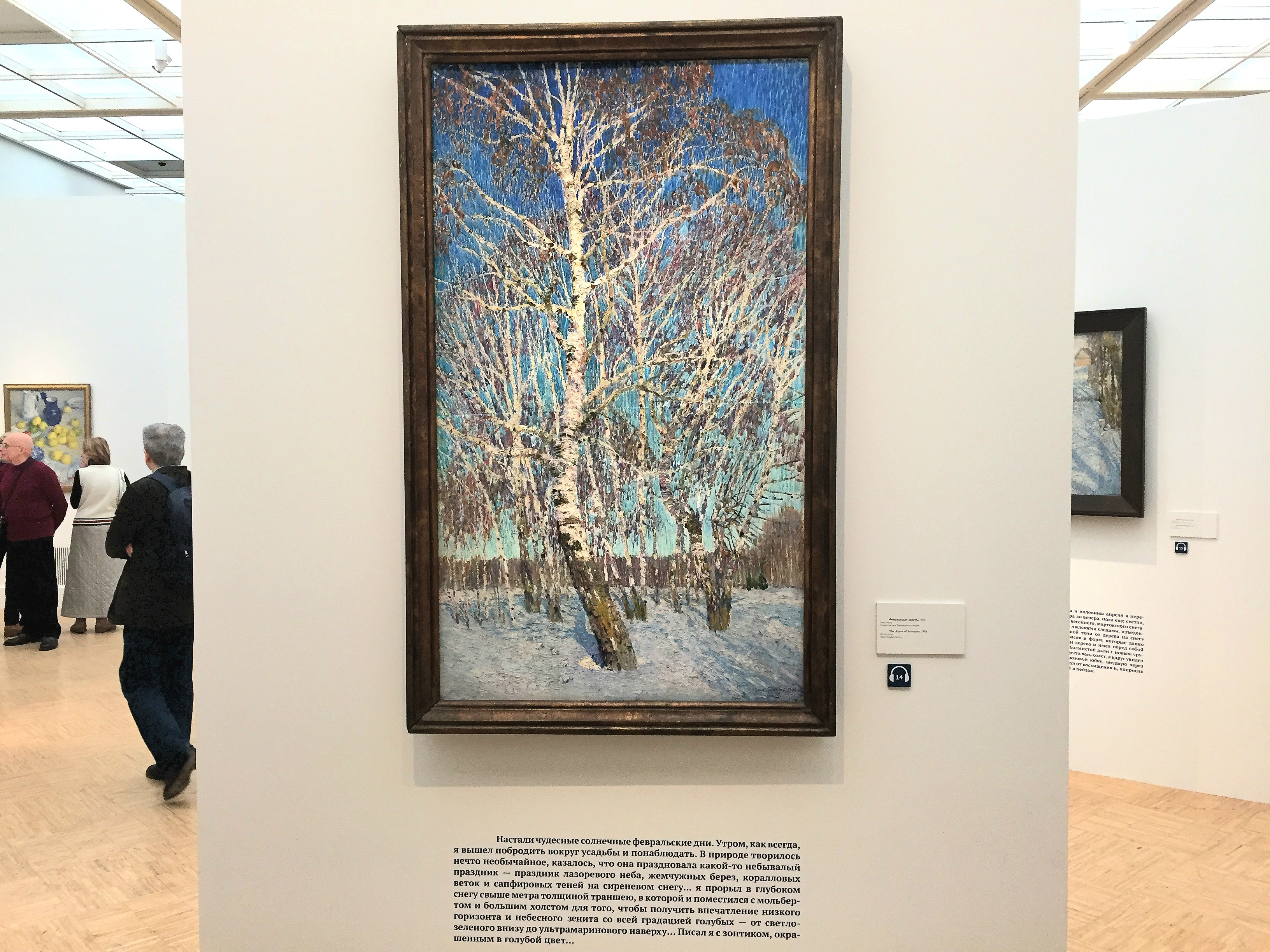
Le tableau Février azuré à l'exposition 2022—2023 à la Galerie Tretiakov.

Une grande partie du premier plan de Février azuré est occupée par le bouleau dont les branches sont disposées de manière rythmique et au travers desquelles on voit le ciel clair bleu vif. Le sommet de l'arbre n'est pas visible, il est coupé par le bord supérieur du tableau. A l'arrière se trouvent d'autres bouleaux à la silhouette plus mince. Ils sont regroupés en bouquets de deux ou trois arbres. Au loin, à l'horizon, se dessine la forme opaque d'une forêt. Sur la neige, au premier plan, se reflètent les ombres des arbres se trouvant derrière le spectateur. Le premier plan joue le rôle principal avec les bouleaux dominant tout l'espace. Cela donne comme résultat une image rapprochée de paysage, sans grande vue lointaine.
Grabar a choisi pour son tableau Février azuré une toile de format vertical à la Whistler. Il avait déjà utilisé un tel format pour Hiver blanc. Les nids de freux. Cela lui permet de reproduire la taille du bouleau et de rapprocher l'espace azuré du ciel.

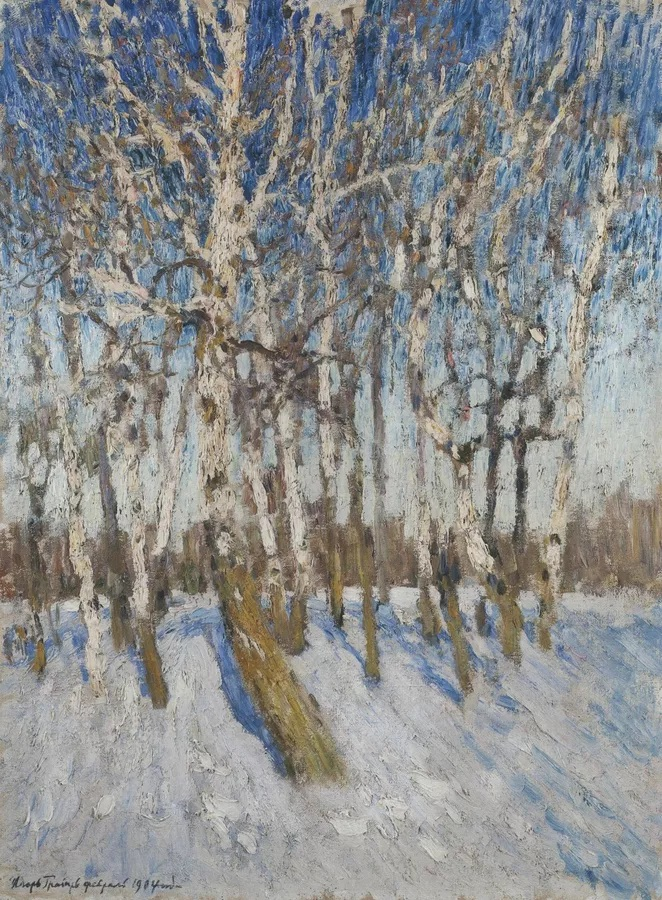
Étude de Grabar, Hiver, Musée russe, 1904.

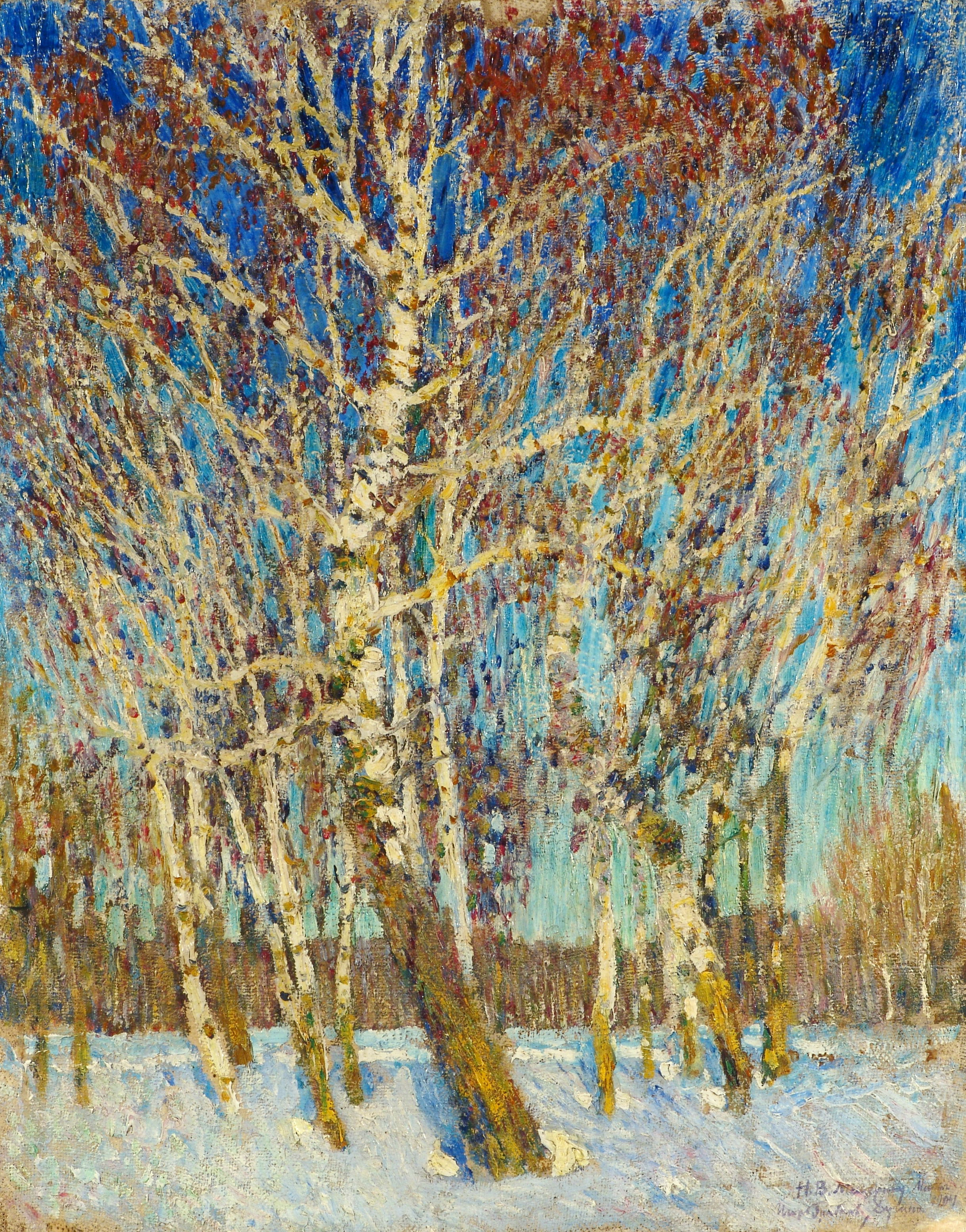
Février azuré, Musée national des Beaux-Arts de Biélorussie à Minsk.

Février azuré est l'un des exemples les plus révélateurs de la décomposition des couleurs (pointillisme, ou divisionnisme) dans l'oœuvre de Grabar. Il est réalisé au moyen de couleurs pures, non mélangées sur la palette en appliquant des petits traits fins sur la surface de la toile. Les troncs des bouleaux sont peints avec des petits traits séparés de tons blancs, jaunes, rouges et roses; une technique similaire est utilisée pour représenter l'azur du ciel,. Cette toile est considérée comme « le premier chef-d'œuvre impressionniste dans le répertoire de l'artiste.

## Fortune critique

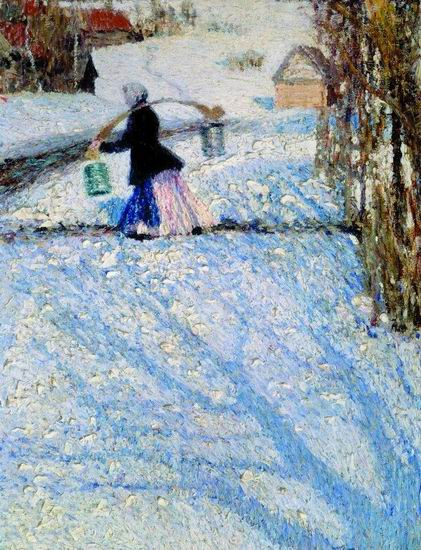
Igor Grabar, Neige de Mars, 1904, Galerie Tretiakov.

La critique d'art Olga Podobiedova (ru) observe que parmi les toiles de paysages de Grabar, poète de l'hiver russe, du printemps et de l'automne, la toile Février azuré,  parvient à créer une image poétique de la nature et en même temps à résoudre des problèmes complexes de coloris,. Nulle part, selon Podobediova, l'artiste n'a réussi à s'exprimer aussi clairement et pleinement que dans ce tableau, et avec ce bouleau de février azuré, sa peinture atteint son apogée.
Selon le critique Alekseï Fiodorov-Davydov, la technique du pointillisme, utilisé par Grabar pour réaliser Février azuré n'est pas seulement une nouvelle technique, une nouvelle manière de la peinture russe mais une autre interprétation picturale de l'image, exprimant une nouvelle perception du paysage. Remarquant le dynamisme impressionniste du paysage obtenu, le critique écrit, qu'il inclut ici une certaine pulsation des branches et de l'azur du ciel grâce à de petits coups de pinceaux multicolores.
Selon le critique d'art Gleb Pospelov (ru), la principale différence entre Février azuré et Neige de mars, par rapport aux toiles impressionnistes consiste dans le caractère national des paysages de la nature russe. Pospelov écrit également que la caractéristique distinctive de la peinture de Grabar tient dans la stabilité de l'instant montré dans ses tableaux. Comme si le soleil s'arrêtait dans sa course au zénith. Les impressionnistes français, au contraire, cherchent plutôt à montrer le glissement du temps qui passe dans leurs paysages.
La critique Natalia Mamontova (ru) écrit que Février azuré n'est pas une étude de la nature , mais une véritable image  « née de la synthèse d'impressions naturelles et possédant une véritable complétude et intégrité ». Cette œuvre est l'un des sommets de la vie créative de Grabar qui a grandement influencé son parcours ultérieur.